# Emmanuel III Delly
Emmanuel III Delly (Syrisch: ܡܪܝ ܥܡܢܘܐܝܠ ܬܠܝܬܝܐ ܕܠܝ, Arabisch: مار عمانوئيل الثالث دلّي) (Telkaif, 6 oktober 1927 – San Diego, 8 april 2014) was een Iraaks geestelijke van de Chaldeeuws-Katholieke Kerk en een kardinaal van de Katholieke Kerk.

## Loopbaan
Karim Geries Mourad Delly werd op 21 december 1952 tot priester gewijd. Tien jaar later, op 7 december 1962, werd hij hulpbisschop van Babylon. Op 19 april 1963 werd hij tot bisschop gewijd. In 1997 werd hij curiebisschop van Babylon, een ambt dat hij vervulde tot 24 oktober 2002 toen hij in die functie met emeritaat ging.
Op 24 oktober 2003 werd Delly gekozen tot primaat van de Chaldeeuws-Katholieke Kerk en patriarch van Babylon van de Chaldeeërs, waarop hij de naam Emmanuel III Delly aannam. Deze keus werd op 3 december 2003 bevestigd door paus Johannes Paulus II. Delly volgde Raphaël I Bidawid op, die op 7 juli 2003 was overleden. Delly werd tevens benoemd tot voorzitter van de synode van de Chaldeeuwse Kerk, en tot voorzitter van de Vergadering van katholieke bisschoppen van Irak.
Tijdens het consistorie van 24 november 2007 werd Delly door paus Benedictus XVI kardinaal gecreëerd. Hij kreeg - zoals gebruikelijk voor oosters-katholieke patriarchen, als gevolg van het motu proprio Ad purpuratorum patrum collegium - de rang van kardinaal-patriarch zonder toekenning van een suburbicair bisdom. Vanwege zijn leeftijd was hij niet gerechtigd deel te nemen aan het conclaaf van 2013.
Op 19 december 2012 ging Delly met emeritaat. In 2014 overleed hij op 86-jarige leeftijd.

## Wetenswaardigheid
Delly sprak vloeiend Neo-Aramees, Syrisch, Frans, Italiaans, Latijn en Engels.
- Bibliothèque nationale de France: cb12900173g (data)
- International Standard Name Identifier: 0000 0000 6300 3189
- Library of Congress Control Number: n2005201503
- Nederlandse Thesaurus van Auteursnamen: 237749289
- Istituto Centrale per il Catalogo Unico: CUBV055088
- Virtual International Authority File: 41258897
- WorldCat: E39PBJpDQM7tFQy98fjBH9Xjmd